# Dino Fragni
Dino Fragni (Parma, 18 marzo 1924 – Parma, 26 febbraio 2001) è stato un calciatore italiano, di ruolo difensore.

## Carriera
Complessivamente ha giocato 252 partite in Serie B con Salernitana e Venezia, segnando anche 2 gol. Con la Salernitana ha disputato cinque campionati di Serie B.
Ha poi giocato per altri quattro anni con la maglia del Venezia, conquistando la promozione in Serie B al termine del campionato 1955-1956 e disputando altre tre stagioni tra i cadetti con i neroverdi.

## Palmarès

### Club

#### Competizioni nazionali
- Serie C: 1

Venezia: 1955-1956